# José Félix Estigarribia

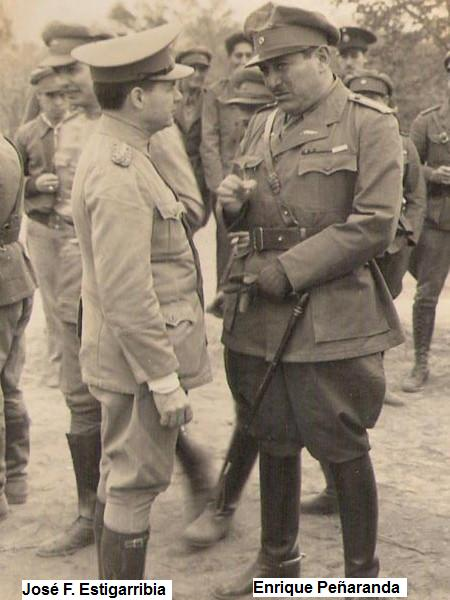
Die Generäle Estigarribia und Peñaranda nach dem Waffenstillstand

José Félix Estigarribia Insaurralde (* 21. Februar 1888 in Caraguatay; † 7. September 1940 in Altos) war ein paraguayischer Militär (Feldmarschall) und Politiker.

## Leben
José Félix Estigarribia trat 1910 in die Streitkräfte Paraguays ein und wurde dann zur weiteren Ausbildung an die französische Militärschule Saint-Cyr geschickt. Während des Chacokrieges machte er eine steile Karriere, die ihn letztendlich an die Spitze des Heeres führt, an der er wesentlichen Anteil an dem Sieg gegen die besser ausgerüstete und zahlreichere bolivianische Armee hat.
1939 wurde Estigarribia zum Präsidenten Paraguays gewählt und setzte sechs Monate später die Verfassung außer Kraft. Dies hatte jedoch keine Auswirkungen mehr, denn 1940 kamen er und seine Frau bei einem Flugzeugabsturz ums Leben. Seine sterblichen Überreste sind im nationalen Pantheon auf der Plaza de los Héroes der Hauptstadt Asunción beigesetzt.
Nach Estigarribia wurde der Ort Mariscal Estigarribia (ehem. Fortín General Camacho bzw. Fortin Lopez de Filippis) im paraguayischen Chaco benannt.